# Cluis
Cluis is een gemeente in het Franse departement Indre (regio Centre-Val de Loire). De plaats maakt deel uit van het arrondissement La Châtre. Cluis telde op 1 januari 2022 979 inwoners.

## Geografie
De oppervlakte van Cluis bedroeg op 1 januari 2022 35,32 vierkante kilometer; de bevolkingsdichtheid was toen 27,7 inwoners per km².

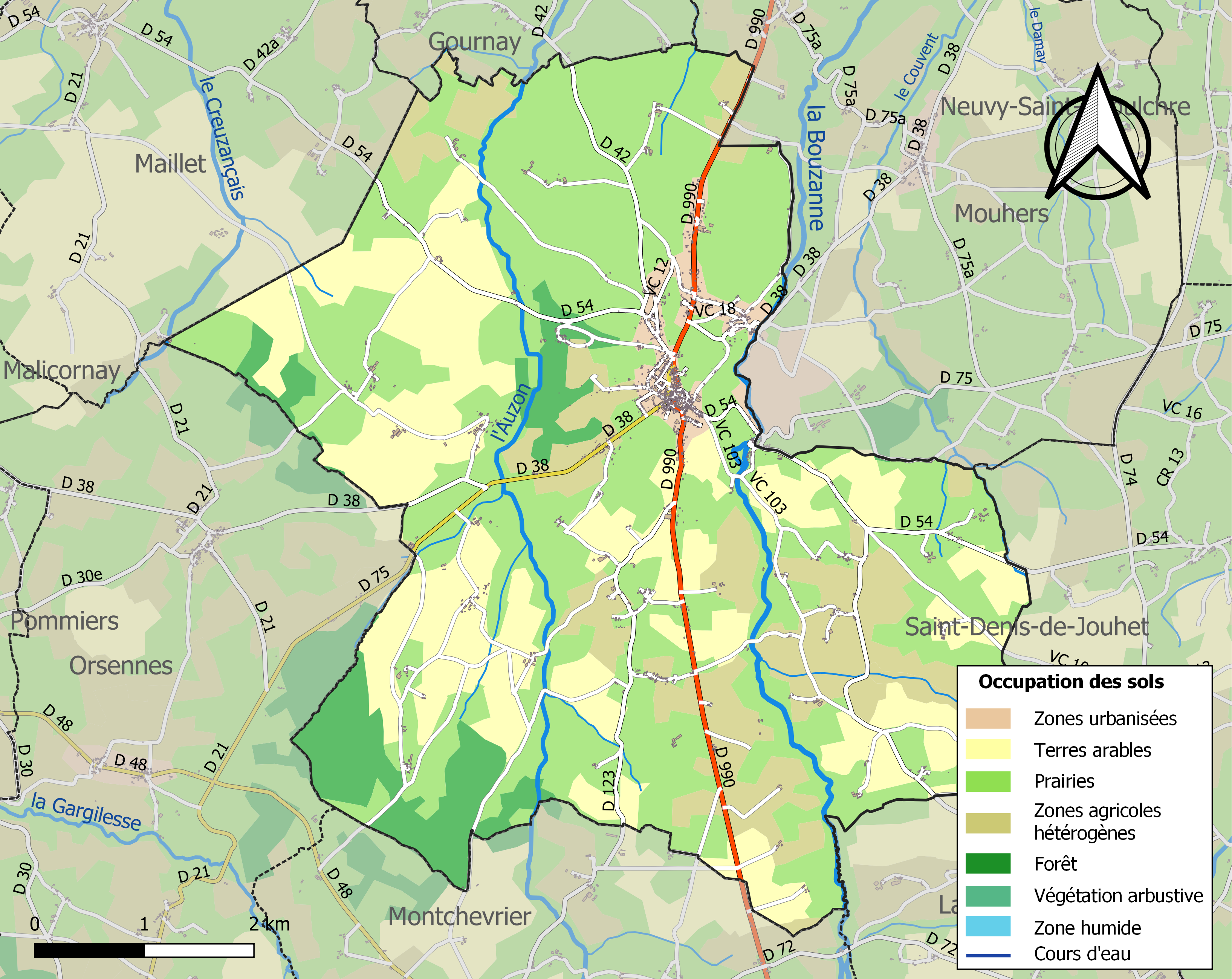
Kaart van de gemeente met belangrijkste infrastructuur, bodemgebruik en omliggende gemeenten

## Demografie
Onderstaande figuur toont het verloop van het inwonertal (bron: INSEE-tellingen).